# Johnny Frederiksen
Johnny Frederiksen (* 31. Juli 1975 in Rødovre) ist ein dänischer Curler.
Frederiksens größter Erfolg war bisher der Gewinn der Silbermedaille bei der Weltmeisterschaft 2016. Als Third zog er mit dem dänischen Team um Skip Rasmus Stjerne nach einem Halbfinalsieg gegen die US-Amerikaner mit Skip John Shuster in das Finale ein. Das Spiel gegen die kanadische Mannschaft um Kevin Koe ging mit 3:5 verloren. Für Frederiksen war es die elfte Weltmeisterschaftsteilnahme und die erste Medaille bei diesem Wettbewerb.
Bei den Curling-Europameisterschaften gewann er 2010 als Ersatzspieler im Team von Rasmus Stjerne die Silbermedaille. 2007 und 2011 gewann er die Bronzemedaille.
Als Fourth spielte Frederiksen bei den Olympischen Winterspielen 2010 in Vancouver im Team Dänemark mit Skip Ulrik Schmidt, Second Bo Jensen, Lead Lars Vilandt und Alternate Mikkel Poulsen. Die Mannschaft belegte den neunten Platz. Bei den Olympischen Winterspielen 2014 spielte er wieder als Third, diesmal mit Rasmus Stjerne als Skip. Die Mannschaft kam auf den sechsten Platz. Im Dezember 2017 sicherte er Dänemark als Third im Team von Stjerne (Skip), Mikkel Poulsen (Second), Oliver Dupont (Lead) und Morten Berg Thomsen (Alternate) durch einen Finalsieg gegen die tschechische Mannschaft beim Olympischen Qualifikationsturnier in Pilsen einen der beiden letzten Startplätze für die Olympischen Winterspiele 2018 in Pyeongchang. Dort kam er mit dem dänischen Team nach zwei Siegen und sieben Niederlagen in der Round Robin auf den zehnten und letzten Platz.
Im März 2018 erklärte er zusammen mit seinen Teamkollegen den vorläufigen Rücktritt vom Curling-Sport.